# Siminicea
Siminicea è un comune della Romania di 3 047 abitanti, ubicato nel distretto di Suceava, nella regione storica della Moldavia.
Il comune è formato dall'unione di 2 villaggi: Grigorești e Siminicea.